# Lolowau (Lahomi)
Lolowau is een bestuurslaag in het regentschap Nias Barat van de provincie Noord-Sumatra, Indonesië. Lolowau telt 540 inwoners (volkstelling 2010).